# Ангажемент
Ангажемент (фр. engagement, от фр. engager — букв. приглашать, нанимать и т.п.) — приглашение артиста или творческого коллектива на определённое число представлений или на весь театральный сезон, для участия в спектаклях или концертах. Хотя ещё в середине XX века, в третьем издании «Большой советской энциклопедии», термин «ангажемент» был назван устаревшим, он используется и по сей день; преимущественно в разговорной речи.
В более узком смысле под словом ангажемент подразумевается непосредственно сам договор (контракт) между артистом и нанимателем, где, как и в обычных документах такого рода, оговорены все права и обязанности сторон. К нему, для простоты составления, могут прилагаться другие документы, где указаны условия сторон (нпр. райдер). 
С юридической точки зрения контракт и ангажемент не имеют никакой разницы, но для деятелей искусств это порой имеет важную эстетическую составляющую; получить приглашение (ангажемент) им много более импонирует, чем предложение заключить сделку (контракт); последнее для некоторых звучит по-мещански. Здесь можно вспомнить известный фильм, где Леди Мэри сильно оскорбилась вопросу: «И часто вы так пляшете?», на что она возмущённо ответила «Да как ты смеешь! Да будет тебе известно, что я не пляшу, а танцую!» Иногда это может послужить причиной отказа артиста от «сделки», даже при согласии нанимателя на все условия изложенные в райдере.
Под словом ангажирование традиционно понимается приглашение дамы на парный танец.